# Trochosa unmunsanensis
Trochosa unmunsanensis är en spindelart som beskrevs av Paik 1994. Trochosa unmunsanensis ingår i släktet Trochosa och familjen vargspindlar. Inga underarter finns listade i Catalogue of Life.